# Villaverde de Íscar
Villaverde de Íscar es un municipio y localidad española de la provincia de Segovia, en la comunidad autónoma de Castilla y León. Cuenta con una población de 593 habitantes (INE 2024).

## Geografía
| Noroeste: Pedrajas de San Esteban (provincia de Valladolid) | Norte: Íscar (provincia de Valladolid) | Noreste: Íscar (provincia de Valladolid)Remondo |
| Oeste: Aguasal (provincia de Valladolid)                    |                                        | Este: Fuente el Olmo de Íscar                   |
| Suroeste: Llano de Olmedo (provincia de Valladolid)         | Sur: Villeguillo                       | Sureste: Fuente el Olmo de Íscar                |

## Historia
El pueblo se empezó a construir en el siglo XI como una aldea dependiente de la localidad de Íscar (Valladolid) y hasta 1833 segoviana, que en aquella época estaba fortifida siendo Íscar la sede de la Comunidad de Villa y Tierra de Íscar, formada por: Cogeces de Íscar, Fuente el Olmo de Íscar, Íscar, Megeces, Pedrajas de San Esteban, Remondo y Villaverde de Íscar. Actualmente, ninguno de estos pueblos tiene su Ayuntamiento en Íscar.

## Demografía
Cuenta con una población de 593 habitantes (INE 2024).
| Gráfica de evolución demográfica de Villaverde de Íscar entre 1842 y 2021                                             |
| |
| Población de derecho según los censos de población del INE. Población de hecho según los censos de población del INE. |

## Economía
La principal fuente de ingresos de sus habitantes se basa en el cultivo y del proceso selectivo del piñón, que en su mayoría procede del vecino municipio Pedrajas de San Esteban, gran productor del piñón.

## Símbolos
El escudo heráldico y la bandera que representan al municipio fueron aprobados oficialmente el 12 de enero de 2001. El escudo se blasona de la siguiente manera:

«En campo de oro pino de sinople, terrasado de lo mismo, mantelado, primero en campo de plata de una banda de sable, y puesta en orla, brochante sobre el todo, una cadera de oro de ocho eslabones que es Zúñiga, y segundo, en campo de oro dos lobos de sable, cebados de dos corderos y puestos en palo, bordura de gules con ocho aspas de oro, que es Avellaneda con una corona real de oro, Timbrado de la Corona Real Española.»
Boletín Oficial de Castilla y León n.º 46/2001 de 06 de marzo de 2001

La descripción textual de la bandera es la siguiente:

«Paño cuadrado de proporción 1:1, de color blanco con un aspa verde de anchura 1/5 del total del paño. Lleva sobrepuesto al centro el escudo del Ayuntamiento, timbrado de corona real.»
Boletín Oficial de Castilla y León n.º 46/2001 de 06 de marzo de 2001

## Administración y política
| Periodo   | Nombre                             | Partido |
| --------- | ---------------------------------- | ------- |
| 1979-1983 | Calixto Manso Miguel               | UCD     |
| 1983-1987 | Evencio Cerezo Aguado              | PSOE    |
| 1987-1991 | Jesús Correa Calle                 | PSOE    |

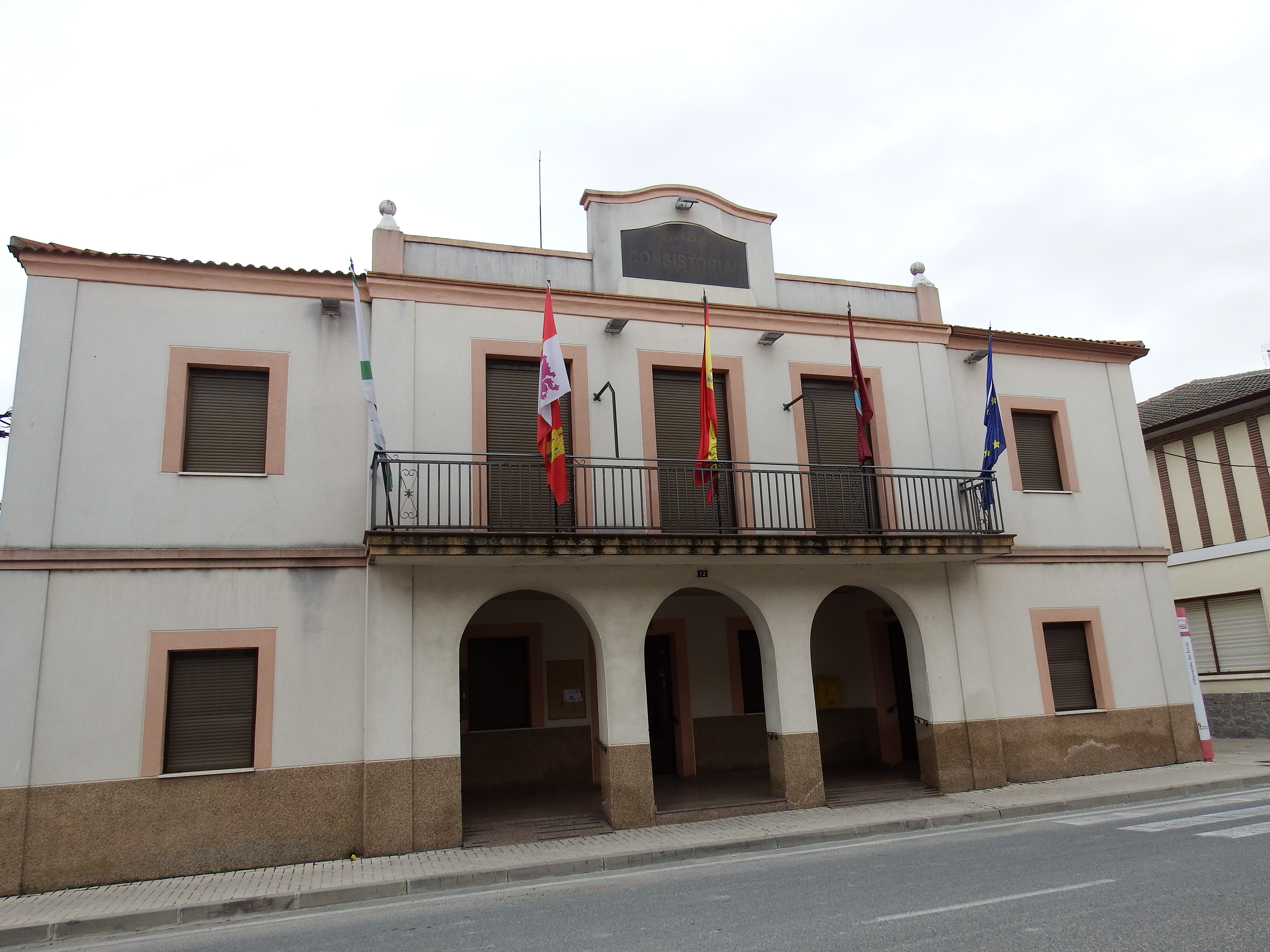
Casa consistorial

| 1991-1995 | José Hipólito del Caño de la Calle | PP      |
| 1995-1999 | Juan Jesús Morejón Lozano          | IUCyL   |
| 1999-2003 | José Antonio González Caballero    | IUCyL   |
| 2003-2007 | Ana García Holgado                 | PP      |
| 2007-2011 | José Antonio González Caballero    | PSOE    |
| 2011-2015 | José Antonio González Caballero    | PSOE    |
| 2015-2019 | Miguel Ángel Morejón Sanz          | PP      |
| 2019-2023 | Miguel Ángel Morejón Sanz          | PP      |
| 2023-act. | Miguel Ángel Morejón Sanz          | PP      |

## Cultura

### Fiestas
Las fiestas principales se celebran en honor a:
- San Sebastián (20 de enero)
- Santa Librada (20 de julio).